# رحلة سيليستي غارسيا غير العادية (فلم)
رحلة سيليستي غارسيا غير العادية (بالإسبانية: El viaje extraordinario de Celeste García) هُو فيلم كوميدي كوبي ألماني صدر سنة 2018، وأخرجه وكتب نصه أرتورو إينفانتي. عُرض الفيلم لأول مرة في 7 سبتمبر 2018 ضمن فئة الاكتشاف خلال دورة سنة 2018 ‏ من مهرجان تورونتو السينمائي الدولي.

## وصلات خارجية
- مقالات تستعمل روابط فنية بلا صلة مع ويكي بيانات